# シュパン・962CR

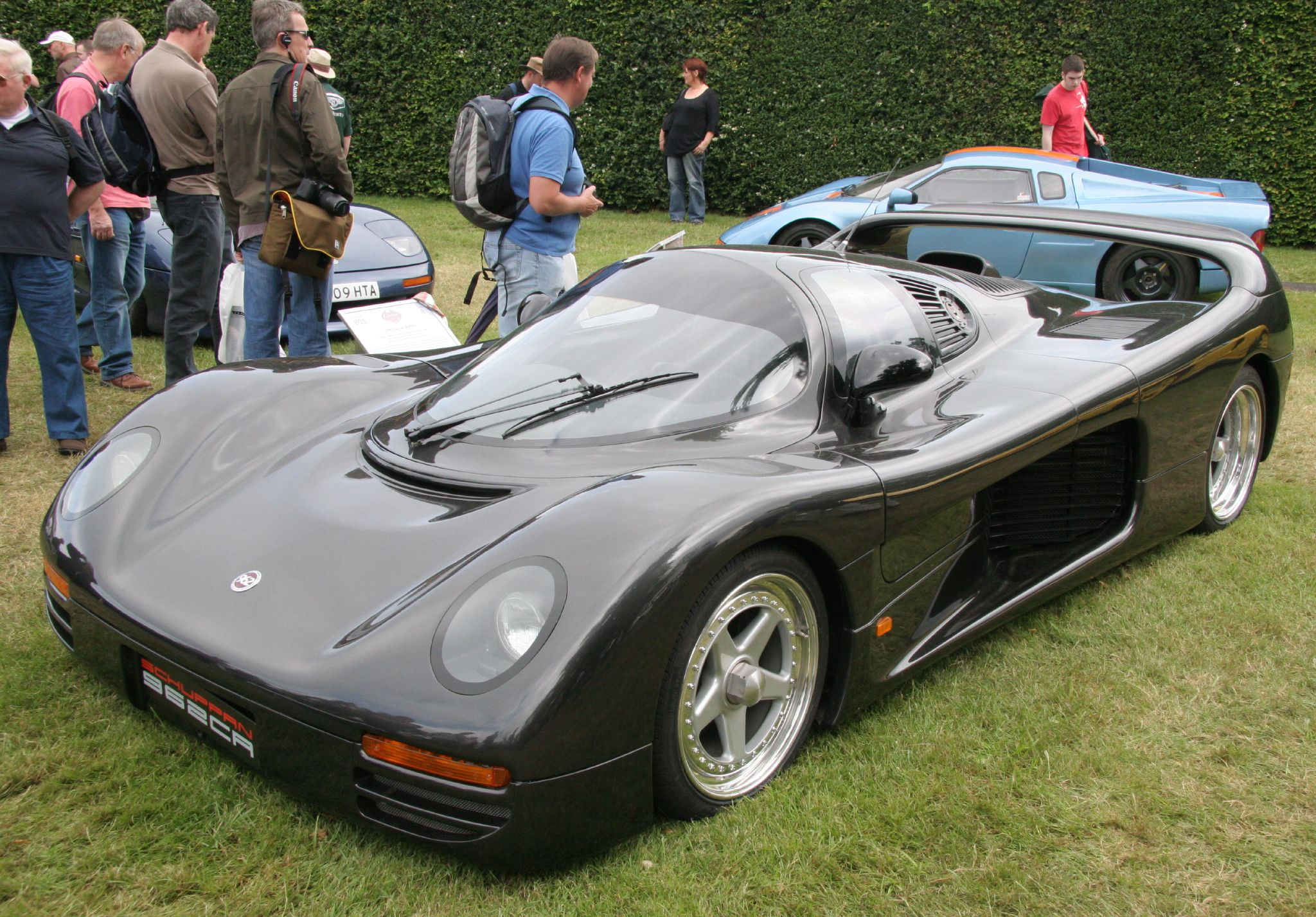
シュパン・962CR

シュパン・962CR（Schuppan 962CR）はポルシェ・962Cの公道仕様車として発売された市販車である。
ヴァーン・シュパンが日本のある企業から「公道を走れるポルシェ・962を作ってくれないか」という依頼を受けて開発を始めたが、バブル崩壊でこのプロジェクトは中止になった。アートコーポレーションがこのプロジェクトを引き継いだが、アートコーポレーションは「レーシングカーと同じ外観ではなくGTカーのようなデザインにして欲しい」という意向でかなりの部分を作り直し、2億円近い価格で発売したが、この頃には日本の経済はかなり後退しスーパーカーの市場はほぼなくなっており、販売は低調で、5-6台の生産に留まった。
全長は4,300mm、全幅は1990mm。
運転した経験のある池沢早人師によると、デチューンはしてあるもののレーシングマシンそのものであり、重心を中心に近づけるためシートは中心に寄っており身体を乗り出せず、エアコンも効かず、後方視界はないに等しいため、助手なしではUターンが困難という。